# Muskogean
Muskogean ˙(Muskhogean),  družina severnoameriških indijanskih jezikov, razširjenih v domorodni Ameriki na jugovzhodu današnjih ZDA. Družina je po starejši klasifikaciji veljala za del danes nepriznane Velike družine Hokan-Siouan. Plemena, ki so govorila muskhogeanske jezike, so imela precej enotno kulturo jugovzhodnih poljedelcev, znanih po gojenju koruze in plesnih slovesnostih v čast koruze, znanih kot "Green Corn Dance", imenovan tudi "Busk Dance".
Člani družine Muskhogean so skoraj vsi izginili, razen nekaj plemen, to so: Choctaw, Alabama , Koasati, Chickasaw, Seminoli, Choctaw  in Creek ter nekaj potomcev, večinoma močno pomešanih z drugimi narodi in plemeni: Houma, Apalachee, Apalachicola, Chakchiuma. Družini Muskhogean so pogosto pripisovali kot posebno vejo Indijance Natchesan, ki se včasih vodijo tudi samostojno, ter pripadnike plemen Timuquanan, za katere se danes meni, da pripadajo stari indijanski populaciji Taino, ki izvira z Velikih Antilov.

#### Haas klasifikacija
- Muskogean
  - Zahodni Muskogean
    - Chickasaw
    - Choctaw (tudi Chahta, Chacato)

  - Vzhodni Muskogean
    - Creek (tudi Muskogee, Maskoke, Mvskoke, Seminole, and Creek)
    - Hitchiti-Mikasuki' (tudi Miccosukee)
    - Apalachee–Alabama–Koasati
      - Apalachee †
      - Alabama (tudi Alibamu)
      - Koasati (tudi Coushatta)

#### Munro klasifikacija
- Muskogean
  - Severni Muskogean
    - Creek (Muscogee)

  - Južni Muskogean
    - Hitchiti-Mikasuki
    - Jugozahodni Muskogean
      - Apalachee †
      - Alabama–Koasati
        - Alabama
        - Koasati

      - Zahodni Muskogean
        - Chickasaw
        - Choctaw